# Перро, Клод
Клод Перро (фр. Claude Perrault; 25 сентября 1613, Париж — 9 октября 1688, Париж) — разносторонний французский учёный: биолог, физик, медик, анатом, естествоиспытатель, теоретик искусства и архитектор.

## Биография
Клод Перро родился в зажиточной семье парижского адвоката Пьера Перро (1570—1652) и его жены Пакетт Ле Клерк (Леклерк) (? —1657). Пьер Перро, из купеческого рода в Турени, переехал в Париж в 1592 году, в возрасте 22 лет и вскоре стал судьёй Парижского парламента. Пьер Перро имел семерых сыновей, но двое из них умерли молодыми, поэтому у Клода осталось четыре брата. Все они были чрезвычайно одарены и трудолюбивы. Старший брат — Жан Перро (1609—1669), был (как и его отец) юристом и адвокатом в парламенте, позднее состоял на службе у Генриха II де Бурбона, принца Конде. Пьер Перро (1611—1680) также был юристом и главным финансовым управляющим в Париже (1654—1664), со временем стал известным ученым, вместе с Эдмом Мариоттом считается основателем гидрологической науки. Николя Перро (1624—1662), математик-любитель и доктор богословия из Сорбонны, известный своим осуждением иезуитов, был исключён из Сорбонны за янсенизм.
Младший брат — Шарль Перро (1628—1703) стал известным писателем, автором «Сказок матушки Гусыни», критиком и теоретиком искусства классицизма, одним из главных действующих лиц «Спора о древних и новых».
Клод Перро, как и его младший брат Шарль, получил образование в Коллеж де Бове, одной из самых престижных школ Франции. Отец Клода хотел, чтобы его сын изучал медицину, анатомию и математику, поэтому в 1634 году он поступил в Парижский университет. Клод Перро получил степень бакалавра в 1639 году, а два года спустя, 19 декабря 1641 года, — степень магистра (доктора медицины). Клод Перро достиг успехов в биологии, а как врач, анатом и естествоиспытатель с учёной степенью доктора медицины Парижского университета преподавал в университете анатомию и физиологию. Он стал одним из первых членов Французской академии наук, основанной в 1666 году.
Клод Перро скончался в Париже 9 октября 1688 года от инфекции, полученной во время вскрытия верблюда в Ботаническом саду Парижа.

## Деятельность

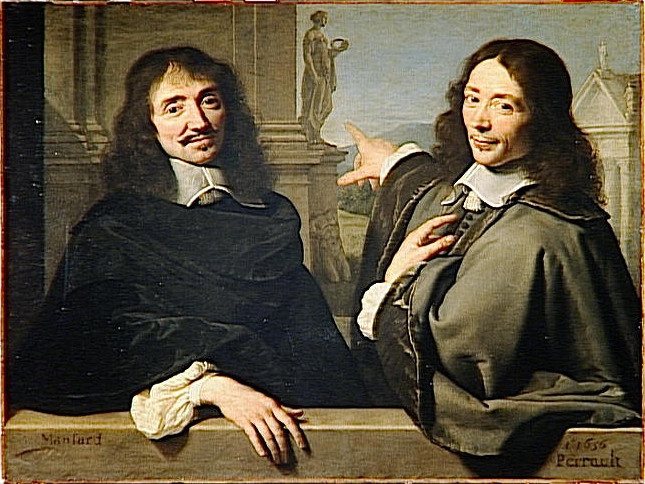
Двойной портрет Франсуа Мансара и Клода Перро

Клод Перро увлекался механикой, физикой, математикой и археологией. В 1681 начал публиковать статьи по натурфилософии, исследованиям в области анатомии, физиологии животных, растений и акустики. В одном из эссе (Essais de Physique) он попытался объяснить природу звука волнением воздуха, а не электромагнитными волнами. Его трактат о звуке был частью книги «Различные сочинения по физике и механике» (Oeuvres diverses de Physique et de Mecanique). В последующих работах Перро отмечал важность частот вибраций при консонансах и диссонансах. В его исследовании «Музыка Древних» (De la Musique des Anciens) рассказывается о том, как комбинации звуков в античности создавали гармонию. Исследование содержит критический анализ нотных манускриптов средневековья. Перро изобрёл несколько механических устройств: вычислительный аппарат, водяные часы с маятниковым управлением, систему шкивов для вращения отражающего зеркала телескопа, машину для преодоления воздействия трения.
С 1672 года Перро являлся членом Королевской академии архитектуры. Клод Перро приобрёл известность в теории и историографии архитектуры своим переводом классического труда древнеримского зодчего Витрувия «Десять книг об архитектуре» (13 г. до н. э.) на французский язык. Перевод был создан по инициативе и при поддержке Ж.-Б. Кольбера, который с января 1664 года занимал должность «сюринтенданта Королевских построек» (surintendant Bâtiments du Roi); брат Клода, Шарль Перро, был в то время секретарём Кольбера. Трактат Витрувия с комментариями Перро был опубликован в 1673 году.
В 1683 году Клод Перро опубликовал свой трактат «Порядок пяти видов колонн по методу древних» (L’Ordonnance des cinq espèces de Сolonnes selon la méthode des Аnciens). Опираясь на знания, почерпнутые из трактата Витрувия, собственный опыт изучения античных построек и актуальные концепции красоты «как у древних», Перро попытался сформулировать правила использования классических архитектурных ордеров в современной ему архитектуре. Перро предложил также установить идеальные пропорции, основанные на «среднем числовом отношении» (ныне мы это называем «правилом золотого сечения»). Перро придал своему трактату полемическую направленность, критикуя «недавно введённые злоупотребления изменением классических пропорций в архитектуре», но, тем не менее, отстаивал превосходство современников над древними, чем внёс свой вклад в «Спор о древних и новых».
Когда король Людовик XIV во второй половине 1660-х годов решил перестроить Лувр, Клод Перро, по протекции Шарля, вошёл в комиссию по проектированию восточного фасада Луврского дворца и при участии Луи Лево, Шарля Лебрена и Франсуа д’Орбе составил проект фасада. Скорее всего, Перро взял на себя в этом проекте инженерно-технические проблемы, но они в то время были главными и поэтому впоследствии восточный фасад, замкнувший «Квадратный двор» Лувра, получил его имя: «Колоннада Клода Перро».
Восточный фасад Лувра — шедевр французской архитектуры XVII века. Ныне, рассматривая совершенную каменную кладку, тончайшую резьбу капителей, с трудом верится, что это произведение начальной стадии западноевропейского классицизма. Перро изобрёл особую технику кладки тёсаных камней без раствора, которая создаёт впечатление исключительно гладкой плоскости стены. Возведение Колоннады относится к эпохе «большого стиля», соединяющего элементы французского классицизма и итальянского барокко. Однако барочность в этой композиции присутствует лишь в малой степени. Отчасти это связано с намеренным противопоставлением новой французской «модели» устаревшей итальянской. В апреле 1665 года в Париж прибыл гений архитектуры барокко Дж. Л. Бернини. Он привёз с собой по просьбе короля собственный проект (в нескольких вариантах). Но он был отвергнут (король приглашал к участию в конкурсе также К. Райнальди и Пьетро да Кортона). Согласно одной из версий, французам ближе оказался классицизм, чем пышное и помпезное итальянское барокко. По другой версии, Ж.-Б. Кольбер, руководивший конкурсом, настоял на более дешёвом классицистическом проекте, чем барочный вариант Бернини (а разницу в средствах решил присвоить).
В проекте Лево, Д’Орбе и Перро мощная колоннада «большого ордера» (в высоту двух этажей) из сдвоенных каннелированных колонн (это придаёт зданию небольшую барочность) коринфского ордера установлена на первом, цокольном этаже гладкой кладки из светлого, почти белого арденнского известняка с удлинёнными «французскими окнами». Колоннада второго и третьего этажей образует типично итальянскую лоджию. Весь фасад значительной протяжённости (173 м) благодаря точно найденным пропорциям и ритму сдвоенных колонн, умело «разбитому» тремя ризалитами: центральным (с треугольным фронтоном) и двум боковым, оформленным полуколоннами и пилястрами, создаёт впечатление истинного величия. Центральная проездная арка фасада открывает перспективу двух внутренних дворов дворца, как бы нанизанных на одну ось.
Строительство велось в 1668—1680 годах. Но король Людовик XIV неожиданно покинул Лувр и сосредоточил свое внимание на Версальском дворце. Колоннада Лувра была завершена только в 1811 году, и её часто критикуют за стилевую несогласованность с остальными частями Луврского дворца. Однако работа Перро оказала воздействие на многие последующие постройки XIX—XX веков (например, на Метрополитен-музей в Нью-Йорке).
Помимо знаменитой колоннады Клод Перро перестраивал обращённый к Сене южный фасад Луврского дворца. Вначале предполагалось надстроить старый фасад работы Луи Лево, но этот проект не был осуществлён, а фасад позднее многократно перестраивали. Клод Перро является также автором здания Парижской обсерватории (1667—1672), нескольких столичных церквей: церкви Сен-Бенуа-ле-Бетурне, спроектировал новую церковь Сен-Женевьев и установил алтарь в церкви Маленьких отцов в Париже. Перро создал проект триумфальной арки на улице Сен-Антуан (разобрана в начале XVIII века). Кроме того, он работал в Версале и построил капеллу в замке Кольбера в Со.
В настоящее время интерес к творчеству Клода Перро сохраняется. Творчеству французского архитектора посвящены труды французского искусствоведа Антуана Пико (1988) и главы ИКОМОС М. Петцета (2000).

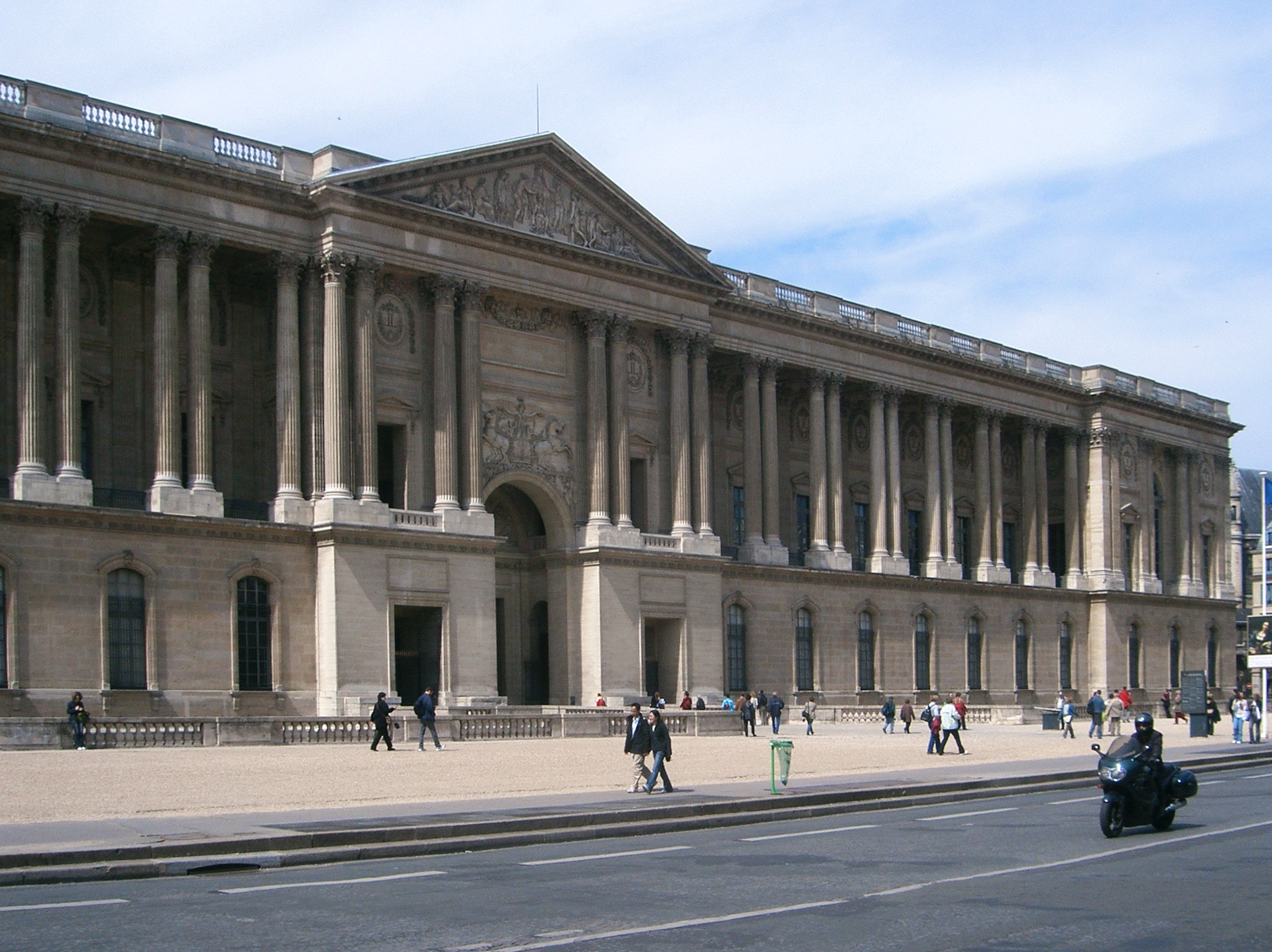
Колоннада Луврского дворца в Париже
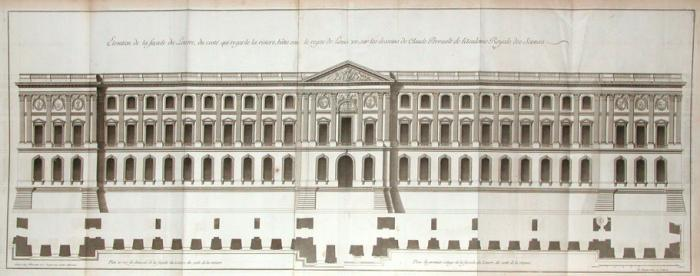
Гравюра Жана Мариетта по рисунку Клода Перро, из книги Architecture françoise ou recueil des maisons royalles, de quelques églises de Paris et de châteaux et maisons de plaisance de France bâties nouvellement (1783). На чертеже представлен проект надстройки южного фасада Лувра (со стороны Сены) поверх существовавшего южного фасада архитектора Луи Лево.
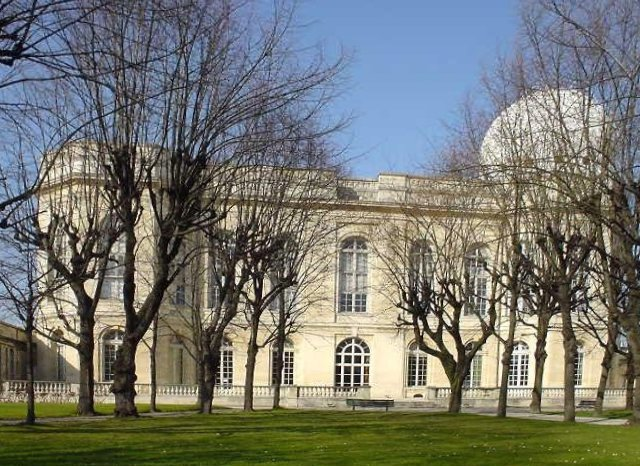
Парижская обсерватория. Южный фасад
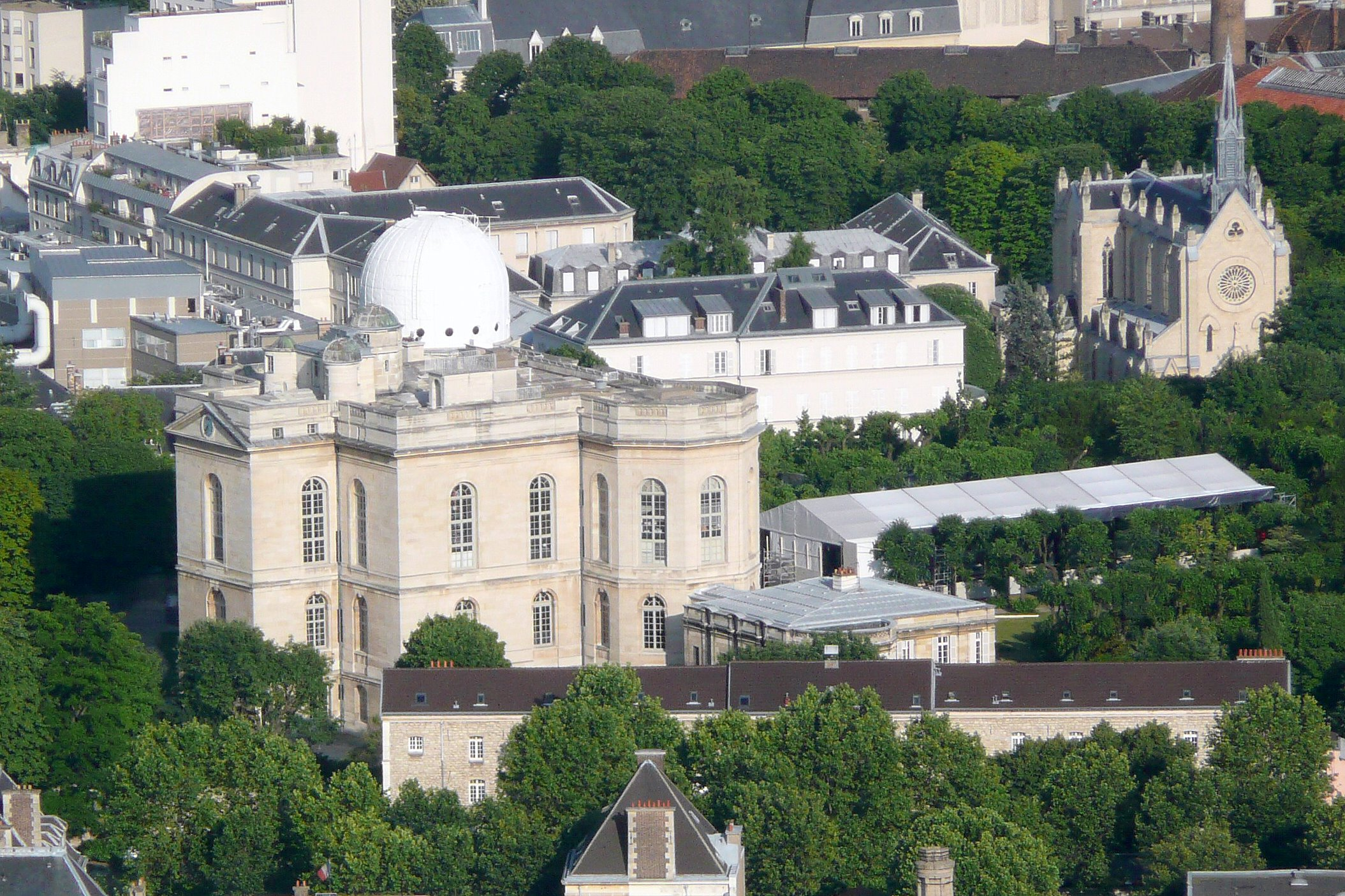
Парижская обсерватория. Вид с Монпарнаса